# SpaceX Crew-4
SpaceX Crew-4 – czwarty operacyjny lot kapsuły Crew Dragon na Międzynarodową Stację Kosmiczną.
Start odbył się 27 kwietnia 2022 roku z platformy 39A w John Kennedy Space Center na Florydzie. Lądowanie nastąpiło 14 października na morzu w pobliżu Jacksonville.

## Załoga

### Podstawowa
- Kjell Lindgren (2. lot), dowódca
- Robert Hines (1. lot), pilot
- Samantha Cristoforetti (2. lot), specjalista misji 1
- Jessica Watkins (1. lot), specjalista misji 2